# Tipo testuale bizantino

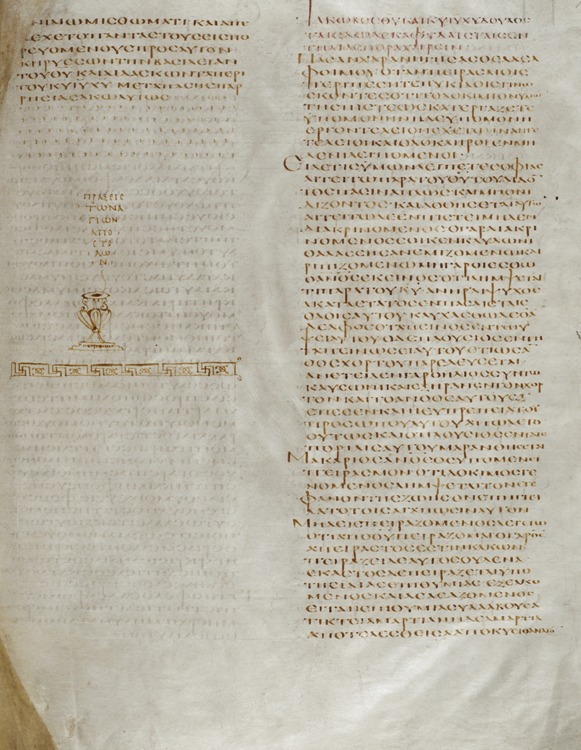
La fine del libro degli Atti degli Apostoli (folio 76r) dal Codex Alexandrinus, che segue in maniera quasi esclusivamente il tipo testuale bizantino per i vangeli e ampiamente quello alessandrino per il resto del Nuovo Testamento.

Il tipo testuale bizantino (noto anche come maggioritario, tradizionale, ecclesiastico, costantinopolitano o siriano) è uno dei tipi usati nella critica testuale per descrivere il carattere dei manoscritti del Nuovo Testamento scritti in koinè (il greco ellenistico). In particolare, quello bizantino è il tipo testuale trovato nella maggior parte dei manoscritti conservati. Il tipo testuale bizantino è spesso indicato con le abbreviazioni {\displaystyle {\mathfrak {M}}} o Byz.
Il testo del Nuovo Testamento della Chiesa greco-ortodossa, l'edizione del Patriarcato di Costantinopoli del 1904, è basato su questo tipo testuale, che è anche alla base del textus receptus greco di gran parte delle traduzioni risalenti all'età della Riforma del Nuovo Testamento nelle lingue contemporanee (la maggior parte delle traduzioni moderne usa il testo eclettico, che si basa maggiormente sul tipo testuale alessandrino).

## Caratteristiche
Rispetto ai manoscritti del tipo testuale alessandrino, le lezioni bizantine caratterizzanti tendono a mostrare una preferenza per un greco dolce e meglio organizzato, presentano meno casi di variazione testuale tra passaggi paralleli dei vangeli sinottici, e sono in genere meno propense a presentare contraddizioni o letture esegeticamente "difficili" Per esempio, il versetto 1,2 del Vangelo secondo Marco è tramandato «Come è scritto nei profeti» nel testo bizantino, mentre in tutti gli altri testimoni testuali antichi è riportato «Come è scritto nel profeta Isaia...»; poiché la citazione introdotta da questo versetto proviene in parte dal Libro di Malachia, invece che dal Libro di Isaia, la forma bizantina evita la difficoltà che potrebbe insorgere se si concludesse che l'autore del Vangelo secondo Marco abbia riportato una citazione inesatta.
Non sono stati ritrovati papiri antichi del Nuovo Testamento che siano consistentemente bizantini. Nondimeno occorrenze di lezioni distintamente bizantine non sono insolite nei testi più antichi, anche se questi sono generalmente conformi ad altri tipi testuali o a nessuno in particolare; per questo motivo molte (probabilmente la maggior parte) delle lezioni bizantine sono probabilmente antiche. Due spiegazioni generali sono state proposte per questa osservazione:
- che il tipo testuale bizantino trasmette un testo più vicino alla forma primaria dei libri del Nuovo Testamento, i cui manoscritti antichi non sono sopravvissuti, e che questo tipo testuale predominava in regioni in cui il clima non favoriva la conservazione del papiro;
- il testo bizantino rappresenta, a partire dal IV secolo, un esercizio costante di compilazione e correzione testuale e gli autori hanno selezionato ecletticamente le loro lezioni da un insieme di antichi manoscritti, che meglio si conformavano ai loro presupposti sulle caratteristiche che si attendevano dal testo del Nuovo Testamento.

## Manoscritti bizantini

### Principali manoscritti
| Segno    | Nome                   | Datazione   | Contenuto                       |
| -------- | ---------------------- | ----------- | ------------------------------- |
| A (02)   | Codex Alexandrinus     | V secolo    | Vangeli                         |
| C (04)   | Codex Ephraemi         | V secolo    | Vangeli                         |
| W (032)  | Codex Washingtonianus  | V secolo    | Matteo 1-28; Luca 8:13–24:53    |
| Q (026)  | Codex Guelferbytanus B | V secolo    | Luca–Giovanni                   |
| 061      | Onciale 061            | V secolo    | 1 Tim 3:15-16; 4:1-3; 6:2-8     |
| Ee (07)  | Codex Basilensis       | VIII secolo | Vangeli                         |
| Fe (09)  | Codex Boreelianus      | IX secolo   | Vangeli                         |
| Ge (011) | Codex Seidelianus I    | IX secolo   | Vangeli                         |
| He (013) | Codex Seidelianus II   | IX secolo   | Vangeli                         |
| L (020)  | Codex Angelicus        | IX secolo   | Atti, lettere paoline           |
| V (031)  | Codex Mosquensis II    | IX secolo   | Vangeli                         |
| Y (034)  | Codex Macedoniensis    | IX secolo   | Vangeli                         |
| Θ (038)  | Codex Koridethi        | IX secolo   | Vangeli (tranne Marco)          |
| S (028)  | Codex Vaticanus 354    | 949         | Vangeli                         |
| 1241     | Minuscolo 1241         | XII secolo  | solo Atti                       |
| 1424     | Minuscolo 1424         | IX/X secolo | Nuovo Testamento (tranne Marco) |

### Altri manoscritti
Papiro 73, Codex Mutinensis, Codex Cyprius, Codex Campianus, Codex Petropolitanus Purpureus, Codex Sinopensis, Codex Guelferbytanus A, Codex Guelferbytanus B, Codex Nitriensis, Codex Nanianus, Codex Monacensis, Codex Tischendorfianus IV, Codex Sangallensis, Codex Tischendorfianus III, Codex Petropolitanus, Codex Purpureus Rossanensis, Codex Purpureus Beratinus, Codex Athous Laurentis, Codex Athous Dionysius, Codex Vaticanus 2066, Onciale 047, 049, 052, 053, 054, 055, 056, 061, 063, 064, 065, 069, 093 (Atti), 0103, 0104, 0116, 0133, 0134, 0135, 0136, 0142, 0151, 0197, 0211, 0246, 0248, 0253, 0255, 0257, 0265, 0269 (misto), 0272, 0273 (?).